# Prix Herbrand
Pour les articles homonymes, voir Herbrand.
Ne pas confondre avec le Grand Prix Jacques Herbrand décerné par l'Académie des sciences.
Le Prix Herbrand est une distinction scientifique de la Conference on Automated Deduction (CADE). Il est remis chaque année depuis 1992 et il est doté de 1 000 dollars. Il récompense un scientifique pour une contribution exceptionnelle dans le domaine de la preuve assistée par ordinateur. Le prix est nommé d'après le logicien et mathématicien français Jacques Herbrand et c'est le plus prestigieux des prix de la recherche internationale dans cette discipline.

## Lauréats
- 1992 : Larry Wos
- 1994 : Woody Bledsoe
- 1996 : John Alan Robinson
- 1997 : Wu Wenjun
- 1998 : Gérard Huet
- 1999 : Robert S. Boyer et J Strother Moore
- 2000 : William McCune (de)
- 2001 : Donald Loveland (en)
- 2002 : Mark Stickel (en)
- 2003 : Peter B. Andrews (en)
- 2004 : Harald Ganzinger (de)
- 2005 : Martin Davis
- 2006 : Wolfgang Bibel (de)
- 2007 : Alan Bundy
- 2008 : Edmund M. Clarke
- 2009 : Deepak Kapur (en)
- 2010 : David Plaisted (en)
- 2011 : Nachum Dershowitz (en)
- 2012 : Melvin Fitting
- 2013 : Greg Nelson (en)
- 2014 : Robert Lee Constable
- 2015 : Andrei Voronkov (de)
- 2016 : Zohar Manna et Richard Waldinger (en)
- 2017 : Lawrence C. Paulson (en)
- 2018 : Bruno Buchberger
- 2019 : Nikolaj Bjørner et Leonardo de Moura
- 2020 : Franz Baader
- 2021 : Tobias Nipkow
- 2022 : Natarajan Shankar
- 2023 : Moshe Vardi
- 2024 : Armin Biere